# Vicente Augier
Vicente de Augier y Rojano de Oya y Ozores de Sotomayor, conocido simplemente como Vicente Augier (Tuy, 1758-Ibidem, ¿1827?) fue un militar español, poseedor del rango de teniente coronel y gobernador militar en Galicia, además de haber sido una de las primeras personas en ser condecoradas con la Orden de Isabel la Católica. 

## Biografía
Fue uno de los hijos del militar de los reales ejércitos, Teniente del Cuerpo de Inválidos Hábiles de Tuy Enrique de Augier y Ferrierè, oriundo de Montpellier Francia y de María Ana Rojano de Oya y Ozores de Sotomayor, oriunda de Villa de Tuy, Galicia casados en villa de Tuy el 22/11/1758, hija del Capitán de los Reales Ejércitos Francisco Rojano de Figueroa y Salcedo era oriundo de Málaga, España Gobernador Militar de las Plazas de Tuy y de Monterrey España y de Juana de Oya y Ozores de Sotomayor. Siendo testigos de casamiento el Capitán de los Reales Ejércitos en el Regimiento de Tuy y Vice Capitán del Cuerpo de Inválidos hábiles de Galicia Fernando de Oya y Ozores de Sotomayor y del Pbco. Pedro Pereyra y Castro. Teniente graduado Enrique de Augier y Ferrierè fue hijo del Sieur Francois de Augier Canonge y de demoiselle Isabel Ferrierè, nieto del Sieur Francois Augier de Fillón, escribano real en 1650 de la villa de D` Aymargues Languedoc-Rosellón Francia.
El teniente coronel con uso de divisa Vicente Augier de profesión militar de carrera, ingreso al virreinato del Río de la Plata en 1779 el primero de enero de 1780 aparece alistado como soldado en Buenos Ayres en el ejército real, donde hizo carrera militar, fue ascendiendo hasta llegar a teniente coronel con uso de divisa. Contrajo matrimonio en Buenos Aires con Francisca de Insua. Luchó en 1806 en el puente de Gálvez con el rango de Teniente Coronel sin uso de divisa. Donde fue herido de varios bayonetazos. El Teniente Coronel con uso de divisa de los Reales Ejércitos Vicente Augier se desempeñó como jefe de guardia de los reales virreyes hasta el 24 de mayo de 1810 que por ser adepto a la causa de su majestad, conformo el batallón de Fernando VII siendo privado de su libertad, luego de una pequeña escaramuza fue tomado prisionero.

Lemas:«Por la Religión, la Patria y el Rey», «Viva Fernando VII»

### Destierro
Tomado prisionero junto a sus subordinados fue desterrado a tres puntos de aquel país donde debió realizar tareas forzosas junto a los militares peninsulares, en 1814 cuatro años después de haber sido tomado prisionero, logró dirigirse a Montevideo Uruguay (bastión realista), donde retomó rumbo a Cádiz España lugar donde es reconocido por Baltasar Hidalgo de Cisneros exvirrey que se desempeñaba como comandante general del Departamento de Cádiz, a posteriori continuo sirviendo a la corona donde relatará sus peripecias y dramática vida durante su cautiverio.

### Gobernador de Tuy. Galicia
Luego de penosas vivencias durante la revolución americana, y regresado a España fue nombrado caballero de la Orden de Isabel la Católica con varias cruces de distinción por su honor y lealtad, entre otras órdenes militares.
En 1824 fue gobernador militar de Tuy y subdelegado de reales rentas, donde fue gobernador su abuelo materno el Capitán de los Reales Ejércitos Don Francisco Rojano de Figueroa y Salcedo, gobernador de Monterrey y de Tuy casado con Doña Juana de Oya y Ozores de Sotomayor.